# Лорета Асанавічюте
Лорета Асанавічюте (лит. Loreta Asanavičiūtė, нар. 22 квітня 1967, Вільнюс, Литовська РСР, СРСР — пом. 13 січня 1991, там само) — учасниця литовських визвольних змагань 1991 року, перша жертва та єдина жінка серед загиблих під час штурму Вільнюського телецентру спецпідрозділом «Альфа».

## Ранні роки
Народилася 22 квітня 1967 року у Вільнюсі у родині Степаса і Стасе Асанавічене, була третьою дитиною у сім'ї, маючи старших брата Броніуса та сестру Ренату. У 1982 році закінчила восьмирічку та влаштувалася на роботу ученицею швачки на фабрику Aušra; з 1983 року працювала швачкою в об'єднанні Dovana.
Паралельно з роботою навчалася у Вільнюській вечірній школі № 1, яку закінчила у 1985 році. У 1988 вступила до Вільнюського фінансового технікуму, який закінчила 1990 року, отримавши фах бухгалтера. Під час навчання у школі захопилася литовськими народними співами і танцями, брала участь у самодільності. З 1986 року була учасницею фольклорного ансамблю об'єднання Dovana, де працювала.